# Brylanty pani Zuzy
Brylanty pani Zuzy − polski film kryminalny z 1971 roku, na motywach powieści Jerzego Siewierskiego Spadkobiercy pani Zuzy.
Premiera odbyła się w podwójnym pokazie z Wznoszę pomnik WFD z 1971 roku.
Plenery: Międzyzdroje, Świnoujście, Warszawa.

## Obsada aktorska
- Ryszard Filipski − agent kontrwywiadu
- Halina Golanko − Joanna Madejska
- Ryszarda Hanin − babka Joanny
- Edmund Fetting − Krzysztof, szef gangu
- Andrzej Szajewski − Robert, członek gangu
- Jerzy Karaszkiewicz − Sławek „Lisiomordy”, członek gangu
- Marian Wojtczak − Turek
- Jerzy Matula − turysta zabity przez Krzysztofa
- Leszek Drogosz − łącznik oczekiwany przez szajkę

## Recenzje
Maciej Karpiński z „Filmu” dał negatywną recenzję, krytykując wybór Ryszarda Filipskiego w roli głównej. Określił też film kolejnym kompletnie niezrozumiałym dziełem reżysera, będący w efekcie bardziej niezamierzoną komedią niż kryminałem.